# Patient 13
Patient 13 est un jeu de rôle conçu par Anthony Combrexelle, édité en 2007 par John Doe. et réédité en 2015 en auto-édition.

## Historique
Originellement disponible gratuitement sur internet sur le site de l'auteur, Patient 13 a été enrichi et développé pour être publié en version papier en 2007.
En août 2015, l'auteur réédite son jeu à la suite de la récupération des droits. Cette deuxième édition implique une mise à jour du livret originel avec corrections de coquilles et intégration de nouveaux éléments graphiques.

## Principes généraux
Les personnages de Patient 13 se trouvent dans un étrange hôpital psychiatrique, sans se souvenir de leur vie d'avant. Ils devront lutter pour survivre dans cet univers absurde et tyrannique, où la frontière est floue entre hallucinations et phénomènes surnaturels.

## Récompenses
Patient 13 a reçu la « Rame de Mithril de l’Originalité » à l'occasion des Trophées GRoG du public, remis à la suite d'un vote des visiteurs du site du Guide du rôliste galactique.

## Suppléments
Aucun supplément officiel n'est prévu pour Patient 13, mais le jeu dispose d'une communauté active. En janvier 2012 est sorti Abattoir (105 p., gratuit), un supplément officieux mais grandement approuvé par l'auteur, présentant des nouveaux patients, du personnel médical et bâtiments, le tout est accompagné d'une campagne qui est la suite directe de celle proposée dans le livre de base.